# Chaetocnema coacta
Chaetocnema coacta är en skalbaggsart som beskrevs av R. White 1996. Chaetocnema coacta ingår i släktet Chaetocnema och familjen bladbaggar. Inga underarter finns listade i Catalogue of Life.